# جبل بازارك
جبل بازاراك (بالفارسية:  بازارک)، هو أحد قمم جبل توتشال. هذه القمة التي تبلغ ارتفاعها حوالي 3758 مترًا أو 3775 مترًا تقع على الجانب الشرقي من القمة شاه نشين  وتتصل بهذا الجبل بممر مرتفع. إلى الغرب جبل لافارك . يقع هذا الجبل فوق منطقة كن وهو مصدر نهر كن.